# ناسور مراري
ناسور مراري أو ناسور صفراوي (بالإنجليزية: Biliary fistula)‏ هو نوعٌ من الناسور، وفيه تتدفقُ العصارة الصفراوية عبر اتصالٍ غير طبيعيٍ من قناة الصفراء إلى أقربِ بنيةٍ مجوفة.
يختلف الناسور المراري عن تسربُ العصارة الصفراوية (bile leak)، حيثُ قد تتسرب العصارة من القنوات الصفراوية عبر ثقبٍ أو خطأ جراحي يتفاغر إلى التجويف البطني. أيُ ضررٍ في القناة الصفراوية قد يؤدي إلى تسرب، والذي يُصبح في نهاية المطاق ناسور مراري.

## الأنواع
تتضمن أنواع الناسور المراري، ما يلي:
- ناسور مراري معوي: اتصالٌ شاذ مع الأمعاء الدقيقة، غالبًا مع الاثناعشر.
- ناسور مراري صدري: اتصالٌ شاذٌ نادر مع التجويب الجنبي أو الشعب الهوائية.

## الأعراض والعلامات
غالبًا ما يتوقع حدوث الناسور المراري في شخصٍ قام بإجراءٍ جراحيٍ حديث، فقد يُسبب ألمًا إذا كانت العصارة الصفراوية مُنعدية، والتي قد تؤدي فيما بعد إلى التهاب البريتون.
قد يحدث استسقاء بطني شديد، خاصةً في تسرب العصارة الصفراوية المعقمة، والذي غالبًا يكون من غير أعراض.

## الأسباب
قد يحدث الناسور المراري كواحدٍ من مضاعفات إصابة المرارة (مثل التحصي الصفراوي)، وقد يحدث ذلك كمشكلة علاجية المنشأ بسبب الجرح الثاقب.